# Гілмер (округ, Джорджія)
Шаблон:StateAbbr_ 34°41′ пн. ш. 84°28′ зх. д. / 34.69° пн. ш. 84.46° зх. д.
Округ Гілмер (англ. Gilmer County) — округ (графство) у штаті Джорджія, США. Ідентифікатор округу 13123.

## Історія
Округ утворений 1832 року.

## Демографія
За даними перепису
2000 року
загальне населення округу становило 23456 осіб, зокрема міського населення було 3241, а сільського — 20215.
Серед мешканців округу чоловіків було 11902, а жінок — 11554. В окрузі було 9071 домогосподарство, 6692 родин, які мешкали в 11924 будинках.
Середній розмір родини становив 2,96.
Віковий розподіл населення поданий у таблиці:
| Стать    | До 15 років | 15-21 | 22-29 | 30-39 | 40-49 | 50-65 | 65-85 | Понад 85 |
| -------- | ----------- | ----- | ----- | ----- | ----- | ----- | ----- | -------- |
| Чоловіки | 2473        | 1136  | 1260  | 1769  | 1628  | 2225  | 1343  | 68       |
| Жінки    | 2291        | 943   | 1162  | 1631  | 1625  | 2231  | 1457  | 214      |

## Суміжні округи
- Феннін — північ
- Доусон — південний схід
- Пікенс — південь
- Гордон — південний захід
- Маррей — захід

## Виноски
1. ↑  U.S. Decennial Census. United States Census Bureau. Архів оригіналу за 26 квітня 2015. Процитовано 22 червня 2014.
2. ↑  Historical Census Browser. University of Virginia Library. Архів оригіналу за 11 серпня 2012. Процитовано 22 червня 2014.
3. ↑  Population of Counties by Decennial Census: 1900 to 1990. United States Census Bureau. Архів оригіналу за 2 лютого 2019. Процитовано 22 червня 2014.
4. ↑  Census 2000 PHC-T-4. Ranking Tables for Counties: 1990 and 2000 (PDF). United States Census Bureau. Архів оригіналу (PDF) за 18 грудня 2014. Процитовано 22 червня 2014.
5. ↑  State & County QuickFacts. United States Census Bureau. Архів оригіналу за 7 червня 2011. Процитовано 15 лютого 2014.(англ.) Наведено за англійською вікіпедією.
6. ↑  American FactFinder. Бюро перепису населення США. Архів оригіналу за 21 травня 2008. Процитовано 31 січня 2008.

| США | Це незавершена стаття з географії США. Ви можете допомогти проєкту, виправивши або дописавши її. |